# Шостак, Виктор Иванович
Виктор Иванович Шостак (1937—2011) — советский и российский учёный-медик, физиолог, организатор здравоохранения и медицинской науки, доктор медицинских наук (1971), профессор (1978), полковник медицинской службы (1978). Заслуженный работник высшей школы Российской Федерации (2007).

## Биография
Родился 31 июля 1937 года в поселке Семёновка Черниговской области Украинской ССР.
С 1954 по 1960 годы обучался на факультете подготовки врачей для ВМФ Военно-медицинской академии имени С. М. Кирова, которую окончил с золотой медалью. С 1960 по 1964 годы — военно-морской врач в частях Военно-морского флота СССР.
С 1964 по 1967 годы обучался в адъюнктуре по кафедре нормальной физиологии Военно-медицинской академии имени С. М. Кирова, ученик профессора А. С. Мозжухина. С 1967 по 1985 годы — младший научный сотрудник, преподаватель, старший преподаватель и заместитель начальника кафедры нормальной физиологии, с 1985 по 1987 годы — заведующий научно-исследовательской лаборатории обитаемости и профессионального отбора, с 1987 по 1994 годы — начальник кафедры нормальной физиологии Военно-медицинской академии имени С. М. Кирова. С 1994 по 2011 годы — профессор кафедры медицинской психологии и психофизиологии факультета психологии Санкт-Петербургского государственного университета.
В 1967 году В. И. Шостак защитил диссертацию на соискание учёной степени кандидата медицинских наук, а в 1971 году — диссертацию на соискание учёной степени доктора медицинских наук по теме «Проблема временного ослепления под влиянием световых вспышек экстремальной интенсивности». В 1978 году В. И. Шостаку было присвоено учёное звание профессора. В 1978 году Приказом Министра обороны СССР В. И. Шостаку было присвоено воинское звание полковника медицинской службы.
В. И. Шостак являлся основоположником экстремальной психофизиологии — нового направления в области физиологии военного труда. Основная педагогическая и научно-методическая деятельность В. И. Шостака была связана с вопросами в области физиологии труда, центральной нервной системы и высшей нервной деятельности, специальной, военной и клинической психофизиологии и физиологии. Он являлся автором более 200 научных работ, под его руководством было выполнено десять кандидатских и четыре докторских диссертаций.
В 2007 году Указом Президента России «За большие заслуги в научной деятельности» Виктору Ивановичу Шостаку было присвоено почётное звание «Заслуженный работник высшей школы Российской Федерации».
Скончался 17 ноября 2011 года в Санкт-Петербурге.

## Основные труды
- Взаимодействие афферентных систем в практике военного труда / А. С. Мозжухин, В. И. Шостак ; Воен.-мед. акад. им. С. М. Кирова. - Ленинград : [б. и.], 1974 г. — 19 с.
- Региональное кровообращение / В. И. Шостак. - Л. : ВМА, 1985 г. — 40 с.
- Световые повреждения глаз / П. В. Преображенский, В. И. Шостак, Л. И. - Л. : Медицина : Ленингр. отд-ние, 1986 г. — 198 с.
- Природа наших ощущений / В. Шостак. - Каунас : Швиеса, 1988 г. — 136 с. — ISBN 5-430-00148-1
- Природа наших ощущений / В. И. Шостак. - Киев : Рад. шк., 1989 г. — 116 с. — ISBN 5-330-00749-6
- Физиология психической деятельности человека: Учеб. пособие по психофизиологии / В. И. Шостак, С. А. Лытаев; Под ред. А. А. Крылова. - СПб. : [Деан], 1999 г. — 124 с. — ISBN 5-88977-061-6
- Психофизиология поведения: учебное пособие / В. И. Шостак, М. В. Зотов ; Санкт-Петербургский гос. ун-т, Фак. психологии. - Санкт-Петербург : Изд-во Санкт-Петербургского ун-та, 2008 г. — 75 с. — ISBN 978-5-288-04613-1
- Психофизиология / В. И. Шостак, С. А. Лытаев, М. С. Березанцева. - Изд. 2-е. - Санкт-Петербург : ЭЛБИ-СПб, 2009 г. — 350 с. — ISBN 978-5-93979-186-1

## Награды и премии

### Звания
- Заслуженный работник высшей школы Российской Федерации (2007[4])